# Tiberiu Ricci

Sala Palatului

Palatul Televiziunii Române

Tiberiu Ricci (n. 1913 - d. 12 aprilie 2000, Germania) a fost un arhitect român. A făcut studiile universitare la Institutul de Arhitectură „Ion Mincu” din București, acolo unde mai târziu a îndeplinit funcția de profesor. A realizat mai multe proiecte în colaborare cu Ignace Șerban, Horia Maicu și Leon Garcia. Împreună cu tatăl său, Mihail Ricci, a realizat proiectul Sălii Palatului și Palatului Televiziunii Române. În anul 1977 a emigrat în Republica Federativă Germania împreună cu soția sa Marie Louise Yvona Zottu, fiica vitregă a pictorului Dimitrie Știubei și a soției acestuia Louise Vallerie Schmidt.

## Proiecte realizate
- 1945 - 1947 - Sala Palatului Republicii Socialiste România (in colaborare cu Horia Maicu și Ignace Șerban), București;
- 1960 - Palatul Radiodifuziunii, București;
- 1968 - 1970 - Palatul nou al Televiziunii, București;
- ? - Blocuri de locuințe din panouri mari, Calea Griviței, București.

## Scrieri
- Ricci, Tiberiu și Ricci, Mihail: Introducere în acustica arhitecturală, Editura Tehnică, București, 1974.

## Premii și distincții
- 1961 – Ordinul Muncii clasa I „pentru evidențiere deosebită la lucrările de proiectare și construcții a Sălii Palatului Republicii Populare Romîne”[1]
- 1962 – Premiul de Stat al Republicii Populare Romane pe anul 1962, obținut pentru lucrarea „Sala Palatului Republicii Populare Române”.
- 1971 – Ordinul Steaua Republicii Socialiste România clasa a III-a „pentru merite deosebite în opera de construire a socialismului, cu prilejul aniversării a 50 de ani de la constituirea Partidului Comunist Român”[2]